# Beckiella carinata
Beckiella carinata är en kvalsterart som först beskrevs av Beck 1962.  Beckiella carinata ingår i släktet Beckiella och familjen Dampfiellidae. Inga underarter finns listade.